# Magic System
Magic System (Мажи́к Систе́м) — музыкальная группа, работающая в жанре афро-поп
.

## История
Группа была основана в 1996 году несколькими молодыми людьми из района Маркори на Берегу Слоновой Кости (город Абиджан, современное название страны по-русски — Кот-д'Ивуар). Группа начала свой творческий путь, выступая на вечеринках в родном квартале и окрестностях. Их энергичные выступления создали им определённую репутацию и привлекли внимание искателя талантов Клода Бассоле, благодаря помощи которого в 1997 году у группы вышел первый альбом. Альбом назывался Papitou, песня «Momo» с него вышла как сингл и стала хитом во всём Кот-д'Ивуаре.
Потом группа на какое-то время замолчала, но зато, когда через два года после первого вернулась с альбомом 1er Gaou, тот за две недели продался в 40 тысячах экземплярах.
Скоро о группе узнали во всей Африке. Её альбомы разошлись в Африке более в чём 1 миллионе экземпляров ещё до того, как она стала популярной во Франции.
Сначала группу услышали во Франции и во Французских Карибах благодаря дистрибуции их музыки компанией NextMusic, а в 2001 году, одновременно с выходом ставшим очень популярным в Африке и на Карибах нового альбома Poisson d'Avril, во Франции вышел спродюсированный Бобом Синклером ремикс их старого хита «1er Gaou». Песня стала во Франции большим хитом, радиостанции очень активно её крутили. Считается, что это была самая популярная во Франции песня из Африки за последние (к тому моменту) 15 лет.

## Дискография
См. «Magic System#Discographie» во французском разделе.